# Boarnsterhim
Boarnsterhim (en néerlandais : Boornsterhem), est une ancienne commune néerlandaise de Frise.

## Toponymes
La langue officielle de la commune étant le frison, tous les villages de la commune portent officiellement un nom frison. Les noms néerlandais sont considérés comme des exonymes.

## Histoire
La commune est formée le 1er janvier 1984 par la fusion des communes d'Idaarderadeel, Rauwerderhem et la plus grande partie de celle d'Utingeradeel.
Le 1er janvier 2014, la commune disparaît et son territoire est réparti entre les communes de Leeuwarden, Heerenveen, Súdwest-Fryslân et la nouvelle commune de De Fryske Marren.